# Agromyza anderssoni
Agromyza anderssoni is een vliegensoort uit de familie van de mineervliegen (Agromyzidae). De wetenschappelijke naam van de soort is voor het eerst geldig gepubliceerd in 1976 door Spencer.